# Iwan Frołow (filozof)
Iwan Timofiejewicz Frołow (ros. Ива́н Тимофе́евич Фроло́в, ur. 1 września 1929 we wsi Dobroje w obwodzie lipieckim, zm. 18 listopada 1999 w Hangzhou) – radziecki filozof, dziennikarz i polityk.

## Życiorys
Urodzony w rodzinie chłopskiej, 1953 ukończył Moskiewski Uniwersytet Państwowy im. M.W. Łomonosowa, pracował jako korektor w Wydawnictwie Akademii Nauk ZSRR. W 1958 roku obronił pracę kandydacką w Instytucie Filozofii Akademii Nauk ZSRR. Jednocześnie 1954–1956 wykładowca filozofii w Centralnym Instytucie Aerohydrodynamicznym Instytucie im. Żukowskiego, 1956–1962 pracownik redakcji pisma „Woprosy fiłosofii”, m.in. jego sekretarz odpowiedzialny. Od 1960 członek KPZR, 1962–1965 pracownik redakcji pisma „Problemy Pokoju i Socjalizmu” w Pradze (Czechosłowacka Republika Socjalistyczna), 1965–1968 pomocnik sekretarza KC KPZR, od 1966 doktor nauk filozoficznych. Od 1966 wykładowca, w tym od 1971 profesor Wydziału Filozoficznego Moskiewskiego Uniwersytetu Państwowego (do 1999), jednocześnie 1968–1977 redaktor naczelny pisma „Woprosy fiłosofii”, 1970–1986 zastępca przewodniczącego Towarzystwa „Znanije” RFSRR. Od 1971 do końca życia członek Biura Rady Naukowej Genetyki i Selekcji przy Prezydium Akademii Nauk ZSRR/Rosyjskiej Akademii Nauk, 1972–1980 członek Rady Naukowej Akademii Nauk ZSRR, 1986–1991 członek KC KPZR, 1986–1987 redaktor naczelny pisma „Kommunist”. 1987–1991 prezydent Towarzystwa Filozoficznego ZSRR, 1959–1999 członek Związku Dziennikarzy ZSRR/Rosji, 1987–1989 pomocnik sekretarza generalnego KC KPZR Michaiła Gorbaczowa, 1989–1991 redaktor naczelny gazety „Prawda”. Od 9 grudnia 1989 do 13 lipca 1990 członek Sekretariatu KC KPZR – sekretarz KC KPZR, od 14 lipca 1990 do 23 sierpnia 1991 członek Biura Politycznego KC KPZR, 1991–1999 dyrektor Instytutu Człowieka Akademii Nauk ZSRR/Rosyjskiej Akademii Nauk. Deputowany do Rady Najwyższej ZSRR 11 kadencji. Deputowany ludowy ZSRR.
Był delegatem na XIV Światowy Kongres Filozoficzny (1968, Wiedeń), XV Światowy Kongres Filozoficzny (1973, Warna), XVI Światowy Kongres Filozoficzny (1978, Düsseldorf), XVIII Światowy Kongres Filozoficzny (1988, Brighton – był wówczas szefem delegacji ZSRR), XX Światowy Kongres Filozoficzny (1998, Boston), V Międzynarodowy Kongres Logiki, Metodologii i Nauki Filozoficznej (1975, London (Kanada)), stał również na czele delegacji ZSRR na V Światowy Kongres Ekologii przy UNESCO (1976, Nairobi). W 1977 był członkiem Biura Komitetu Organizacyjnego XIV Międzynarodowego Kongresu Genetycznego w Moskwie, 1982 był delegatem na II Światową Konferencję UNESCO Polityki w Obrębie Kultury, 1983 był szefem delegacji ZSRR na VII Międzynarodowy Kongres Logiki, Metodologii i Nauki Filozofii (1983, Salzburg). W 1988 brał udział w posiedzeniu UNESCO w Paryżu, gdzie wystąpił z wykładem. W 1993 był przewodniczącym Komitetu Organizacyjnego Przygotowania i Prowadzenia XIX Wszechświatowego Kongresu Filozoficznego (Moskwa), 1995 delegat na X Międzynarodowy Kongres Logiki, Metodologii i Nauki Filozofii (Florencja).

## Odznaczenia
- Order Czerwonego Sztandaru Pracy (1971)
- Order Przyjaźni Narodów (1978)
- Order Znak Honoru (1967)
- Medal 100-lecia urodzin Lenina (1970)
- Medal 850-lecia Moskwy (1998)
- Złoty Medal Wystawy Osiągnięć Gospodarki Narodowej ZSRR (1988)
- Brązowy Medal Wystawy Osiągnięć Gospodarki Narodowej ZSRR (1986)